# Sarecta (Carolina del Norte)
Sarecta es un área no incorporada ubicada del condado de Duplin en el estado estadounidense de Carolina del Norte.